# Photopea
Photopea es un editor de fotos y gráficos basado en la web. Se utiliza para la edición de imágenes, la realización de ilustraciones, el diseño web o la conversión entre diferentes formatos de imagen. Photopea es un software con publicidad online. Es compatible con todos los navegadores web modernos, incluidos Opera, Edge, Chrome y Firefox. La aplicación es compatible con gráficos de trama y vectoriales, como PSD de Photoshop o AI de Illustrator, así como JPEG, PNG, DNG, GIF, SVG, PDF y otros formatos de archivo de imagen. Si bien se basa en un navegador, Photopea almacena todos los archivos localmente y no carga ningún dato en un servidor.
Photopea a menudo se considera una alternativa gratuita a Adobe Photoshop con menos funciones. Esto hace que la aplicación web sea una consideración para mucha información. Profesores de estudios tecnológicos/empresariales, ya que pueden permitir que los estudiantes trabajen desde casa sin tener que pagar por Adobe Photoshop.